# ファッション☆宇宙戦士
「ファッション☆宇宙戦士」（ファッションうちゅうせんし）は、FRAMEから2013年11月6日に発売されたCOLORSのシングル。

## 概要
表題曲「ファッション☆宇宙戦士」は、テレビアニメ『イナズマイレブンGO ギャラクシー』の2代目エンディングテーマとして使用された。前作「勝手にシンデレラ」と同様、ヘヴィメタル風の楽曲に仕上がっている。
COLORSはリリース毎にメンバーが変わり、本作は空野葵（北原沙弥香）と水川みのり（高垣彩陽）が担当。葵役の北原は、前作に引き続き参加している。
カップリング曲「誇り高き我らはここにいる」は、北原と小林ゆうによる歌唱となっている。

## 収録曲
| 全作曲・編曲: Marty Friedman。 |                                                                                      |           |                |      |
| #                              | タイトル                                                                             | 作詞      | 作曲・編曲     | 時間 |
| 1.                             | 「ファッション☆宇宙戦士」(歌：COLORS［空野葵（北原沙弥香）&水川みのり（高垣彩陽）］) | 山崎寛子  | Marty Friedman | 3:44 |
| 2.                             | 「誇り高き我らはここにいる」(歌：COLORS（北原沙弥香、小林ゆう）)                     | mildsalt  | Marty Friedman | 3:25 |
| 3.                             | 「ファッション☆宇宙戦士（オリジナル･カラオケ）」                                     |           | Marty Friedman | 3:44 |
| 4.                             | 「誇り高き我らはここにいる（オリジナル･カラオケ）」                                  |           | Marty Friedman | 3:20 |
| 合計時間:                      | 合計時間:                                                                            | 合計時間: | 14:13          |      |